# Етанол
Етиловият алкохол, известен още като етанол, в ежедневието е известен като обикновен или винен спирт. Химичната му формула е C2H5OH.
Подобно на водата, в молекулата на етанола валентният ъгъл при кислорода е 108,5 (близък до тетраедричния ъгъл в метана 109,28'). По-големият валентен ъгъл при етанола се дължи на отблъскването между обемистата C2H5-група и H-атом от хидроксилна група.
Връзката О-H в молекулата на етанола е полярна. Кислородният атом е силно електроотрицателен и привлича общата електронна двойка. При него възниква частичен отрицателен заряд, а при водорода – частичен положителен.
Етанолът е основният действащ компонент на алкохолните напитки, проявявайки се като депресант – психоактивно вещество, потискащо централната нервна система на човека.
Етиловият спирт също се използва като гориво, като разтворител, в спиртните термометри, като дезинфекциращо средство.
При добавянето на етанол към вода се намалява температурата на замръзване на сместа. Затова се ползва като съставка при топлоотдаващи системи, свързани с циркулация на вода, например в антифриза за охладителната система на двигателите, както и в соларните системи за топла вода.

## История
Етанолът е известен на хората още от праисторията от яденето на паднали загнили плодове и като съставка на алкохолните напитки. Той е най-старият наркотик (в смисъл предизвикващ наркоза, сън), известен на хората. Растителните холинолитици, опиоиди, канабиноиди и халюциногени не попадат в същата категория. Смятало се е, че той не причинява сериозни последствия за човешкото тяло и психика. Отделянето му като сравнително чисто съединение е вероятно постигнато за пръв път от арабски алхимици, които се усъвършенствали в дестилацията, като Гебер (721 – 815) и Ал-Рази (864 – 930).
Названията етанол и етилов спирт показват, че даденото съединение съдържа в основата си етил – етанов радикал. При това суфиксът -ол в названието показва наличието на хидроксилна група (-OH), характерна за алкохолите.
Алкохол идва от арабската дума الكحل, ал-кохл, „кухл“, означаваща фин прах, получен чрез сублимация, прахообразен антимон, прах за очертаване на клепачите. В средновековния латински с думата alcohol са наричани фините прахове, но също и летливите течности. По-късно започва да се използва за всяка сублимираща субстанция, за „чистия дух“ (лат. spiritus) на течностите, включително на виното (spiritus vini).

## Физични свойства
Етанолът е безцветна, лесноподвижна течност със специфична миризма и парлив вкус, относителна плътност 0,79, температура на кипене 78,39 °C и температура на замръзване -114,15 °C. Причина за сравнително високата температура на кипене е водородната връзка, която е значително по-здрава от междумолекулните сили на привличане.
Смесва се с вода във всякакво отношение с отделяне на топлина и намаляване на обема (контракция). Тоест, литър чист спирт и литър вода не дават два литра смес, а по-малко. Изследвания в тази област е правил Менделеев. Етанолът е разтворител на редица органични и неорганични съединения. Спиртните разтвори на лекарствата се наричат тинктури (например йодна тинктура), на етеричните масла – есенции, а на смолите – лакове.
В сравнение с пропана, който има близка молекулна маса, етанолът кипи при значително по-висока температура.
Основната причина за тази голяма разлика е образуването на междумолекулни водородни връзки между заредените с разноименни частични заряди кислороден атом от една молекула и водороден атом от друга молекула. Макар и значително по-слаби от истинските ковалентни връзки О-H, за разкъсването на водородните връзки (изпарението) се изисква допълнителна енергия отвън (нагряване). Аналогична е причината за голямата разтворимост на етанола във вода – образуване на водородни връзки между молекулите на етанола и водата.

## Химични свойства
Химичните свойства на етанола се определят от неговата функционална група (-OH), от етиловия остатък и тяхното взаимно влияние. Той участва главно в два вида реакции – с разкъсване на връзката О-H, или с разкъсване на връзката C-OH (заместване на OH-групата с други атоми или атомни групи). Това определя киселинно-основният характер на етанола. Тъй като връзките С-ОН и О-Н се разкъсват трудно, той е слаб амфотерен хидроксид.
В природата се среща само като продукт на ферментационни процеси под действието на дрожди. Промишлено се получава чрез каталитична хидратация на етилен. Тъй като с водата образува ацеотропна смес не е възможно чрез пряка дестилация да се получи продукт, съдържащ повече от 97,13% (масови) етанол. За получаването на абсолютен алкохол (100%) се прилага ацетропна дестилация. При окисление етанолът се превръща в ацеталдехид и оцетна киселина. Използва се като суровина при производството и на други продукти, напр. ацеталдехид.

### Киселинни свойства – разкъсва се връзката С-ОН
Реагира с кислородосъдържащи киселини, при което се образуват естери. Реакцията е заместителна и се нарича естерификация. Наименованията на естерите се образуват аналогично на солите.

### Основни свойства – разкъсва се връзката О-Н
Етанолът взаимодейства и с активни метали като натрий, калий, калций и др. По-голямата полярност на връзката кислород-водород в -OH групата определя подвижността на този водороден атом. Ето защо етиловият алкохол може да взаимодейства с алкални метали:
{\displaystyle {\ce {CH3-CH2-OH + Na -> CH3-CH2-ONa + 1/2 H2}}}
Продуктите се наричат етилати или етоксиди. Етиловият алкохол обаче не променя лакмуса в червен, не взаимодейства с NaOH (натриева основа). Следователно етиловият алкохол не е киселина.
Етанолът реагира с халогеноводороди. При нея цялата хидроксилна група се замества със съответния халогенен атом и се отделя вода:
{\displaystyle {\ce {CH3CH2_OH + H_Cl <=>[{t°, H2SO4}]CH3CH2_Cl + H2O}}}

### Други свойства
Може да се дехидратира. При междумолекулна дехидратация се получават етери, а при вътрешномолекулна – етен.

## Получаване
Етанолът се получава главно по два метода.

### Ферментация на въглехидрати в плодове и озахарени зърнени храни
Алкохолната ферментация на захарите се извършва под действието на сборния ензим цимаза в дрождите, които използват захарите като храна. Цимазата е сборен ензим от 13 отделни специфични ензима. Ферментационният процес е сложен, минава през междинни етапи, във всеки от които участва съответен специфичен ензим от цимазата. Накрая се получават главно етанол, въглероден диоксид и вода.
Ферментационният етанол намира широко разпространение в парфюмерията, фармацията, медицината и за приготвяне на алкохолни напитки.

### Синтетичен метод
Основен промишлен метод за получаване на синтетичен етанол е хидратацията на етилена в газова фаза и катализатор H3PO4.
Производството чрез синтетичния метод е масово, тъй като етанолът се ползва широко в промишлеността като разтворител и за синтез на редица продукти в големи мащаби.
Синтетичният етанол съдържа нежелани примеси, затова се използва само за технически цели.
Чистият алкохол (етанолът) е основа на всички спиртни напитки и като такъв се облага с акциз, което го оскъпява значително. За да отпадне облагането, към етанола се добавят различни вещества, които го правят негоден за консумация. Такъв алкохол се нарича денатуриран.

## Физиологично въздействие
Всички алифатни алкохоли (метанол, етанол, пропанол, бутанол и други) имат наркотичен ефект, те са упойващи вещества. Алкохолът е психотропна субстанция, която упражнява множество действия върху организма. Оказва депресивен ефект. В малки количества може да създаде чувство за релаксация. В случай на остро отравяне в началната фаза лицето е в състояние на приповдигнатост, радост, самоувереност, но и намаляване на самоконтрола. Употребен в големи количества, води до агресивност, загуба на самообладание и координация. Следващият стадий, който настъпва при опиване, се характеризира с разкъсване на целите, освобождаване на инстинктите, некоординиране на движенията, намаляване на чувствителността, след което настъпва сънливост. Може да се стигне до кома, а в някои случаи – до смърт. Особено опасно е смесването му с лекарствени средства и други упойващи вещества.

### Ефекти от употребата в краткосрочен план

#### Положителни
- аналгетичен / болкоуспокояващ ефект
- временно „загряване“ на организма
- известно антисептично действие
- общо отпускане на тялото
- повдигане на настроението, чувство за щастие, замайване
- разговорливост
- смекчаване на задръжките / понижаване на социалните притеснения

#### Неутрални
- завален, неясен говор
- зачервяване на кожата, особено на лицето
- сънливост
- нистагмус (затруднено фокусиране на погледа)
- развиване на физиологичен толеранс при редовна употреба (в рамките на няколко дни)
- диуретичен ефект

#### Негативни
- затруднена координация
- гадене и повръщане (повръщането в безсъзнание е потенциално смъртоносно)
- трудно се потискат импулсивните действия
- емоционално непостоянство, избухливост, агресивност, тъга
- изкривяване на визуалните възприятия
- замаяност и объркване
- загуба на памет при тежки дози
- кома и смърт при особено тежки дози
- увреждане на мозъка и черния дроб (цироза) при редовна тежка употреба
- махмурлук, продължаващ 12 до 36 часа след тежка употреба
- при бременни – увреждане на ембриона/зародиша при тежка или честа употреба

### Последици за физическото здраве при продължителна прекомерна употреба
Действа като тъканна отрова в цялата нервна система, води до тежка атрофия на мозъчната кора, която е абсолютно нелечима, практически смалява мозъка, превръщайки мозъчните клетки във вещество, наподобяващо вода. Предизвиква цироза на черния дроб, предизвиква остър панкреатит, рак на панкреаса. Също така уврежда лигавицата на стомаха и червата, като по този начин ги прави неспособни да извлекат необходимите за тялото вещества от храната. И не на последно място – уврежда сърдечния мускул.
Вредите от алкохола (етанола) практически не могат да се предвидят напълно, защото когато се погълне, той действа токсично на всяка една клетка от човешкото тяло, което значи, че може да доведе до рак на почти всеки орган от тялото. 3,6% от случаите на рак ((5,2% при мъжете, 1,7% при жените)) и 3,5% на смърт от рак в световен мащаб се считат за предизвикани от консумация на етанол.

### Психични последици при продължителна употреба
Промяната на личността стои на преден план, интелектуалната деградация може да стигне до пълно оглупяване. Вероятността е индивидуално различна, но по принцип е толкова по-голяма, колкото повече и по-често се злоупотребява с алкохол. Последици от хроничния алкохолизъм: делириум тременс, трайни сетивни измами, ревностова налудност, смърт и други. При абстиненция част от тях са лечими.

### Социални последици
Промяната на личността се съпътства от целия спектър тежки социални последици, от професионална деградация до необходимост от хоспитализиране за продължително време. Заедно с това хроничния алкохолизъм по-често от другите видове пристрастеност води до злополуки, податливост на заболявания, разрушаване на социалните връзки.

### Симптоми на предозиране
Смущения в регулацията на кръвообращението, на сърдечната дейност, на усета за равновесие, на говора. При по-високи дози – смърт поради парализа на дишането. Известни са и случаи на удавяне при повръщане.

## Приложения

### Етанолово гориво
Етанолът може да бъде използван като гориво в двигателите с вътрешно горене. Като E100 (чист етанол) широко се използва за гориво в Бразилия и Аржентина, като за целта обаче е желателно двигателят да бъде модифициран. Може да се използва и като добавка към основното гориво в обикновен двигател. В САЩ често срещани са Е10 и Е85, които съдържат съответно 10 и 85% етанол. В Бразилия сместа от 20 – 25% етанол с бензин (газолин тип C) е единственият вид гориво, който може да се зареди на бензиностанциите. Това гориво отделя по-малко вредни газове при изгарянето си от нормалния бензин.
Критиките към това гориво са от социален характер. За добиването му в зависимост от страната се използва захарна тръстика, царевица, захарно цвекло, картофи и житни култури, като особено царевицата е жизнено необходима в много краища на света. Друга критика е, че понякога за засаждането на тези култури се изсичат милиони хектари гори.

### Други приложения
Етанолът се използва като разтворител при производството на есенции, тинктури, лакове и за получаване на спиртни напитки. Етанолът е основна суровина при промишлен синтез на синтетичен каучук, оцетна киселина и лекарства.